# Thập niên 380 TCN
Thập niên 380 TCN hay thập kỷ 380 TCN chỉ đến những năm từ 380 TCN đến 389 TCN.